# Irene (Dakota du Sud)
Pour les articles homonymes, voir Irène.
Irene est une municipalité américaine située dans l'État du Dakota du Sud, à cheval sur les comtés de Clay, de Turner et de Yankton.
Irene est fondée en 1893. La ville est nommée en l'honneur d'Irene Fry, fille du propriétaire des terres où elle a été construite.

## Démographie
| 1900 | 1910 | 1920 | 1930 | 1940 | 1950 |
| ---- | ---- | ---- | ---- | ---- | ---- |
| 229  | 263  | 446  | 491  | 391  | 374  |

| 1960 | 1970 | 1980 | 1990 | 2000 | 2010 |
| ---- | ---- | ---- | ---- | ---- | ---- |
| 399  | 461  | 523  | 464  | 432  | 420  |

Selon le recensement de 2010, elle compte 420 habitants (dont 187 dans le comté de Clay et 231 dans celui de Turner). La municipalité s'étend sur une superficie totale de 0,26 milles carrés (0,67 km2), dont 0,09 milles carrés (0,23 km2) dans le comté de Clay, 0,11 milles carrés (0,28 km2) dans le comté de Turner et 0,06 milles carrés (0,16 km2) dans le comté de Yankton.